# Eddie Safranski

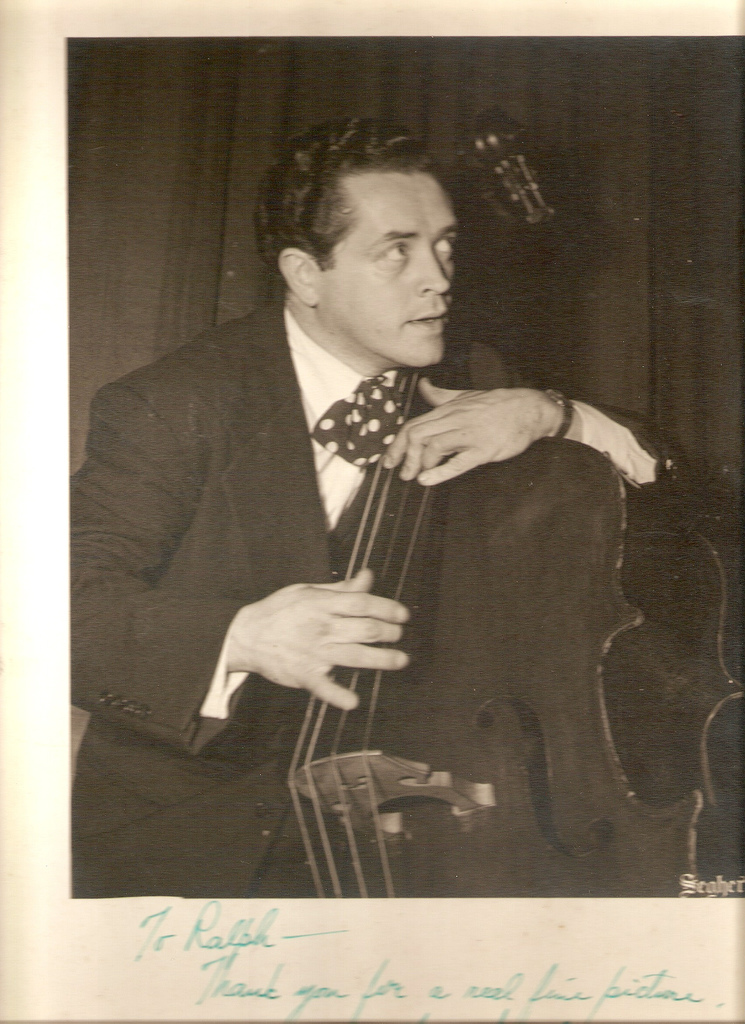
Eddie Safranski, Foto von Ralph F. Seghers

Edward „Eddie“ Safranski (* 25. Dezember 1918 in Pittsburgh; † 10. Januar 1974 in Los Angeles) war ein US-amerikanischer Jazz-Bassist, vor allem bekannt für seine Zeit in der Bigband von Stan Kenton.

## Leben und Werk
Safranski spielte achtjährig Violine, später Bass. 1937 arbeitete er bei Marty Gregor, 1941 bei Hal McIntyre bis 1945, dann bei Miff Mole und Stan Kenton (1945 bis 1948) und Charlie Barnet (von 1948 bis 1949). Seit 1950 war Safranski überwiegend als Studiomusiker beim Sender NBC in New York aktiv. Dort spielte er auch mit eigenen Formationen und begleitete Stan Getz (bei seinen Aufnahmen für das Plattenlabel Roost), Dizzy Gillespie, Roy Eldridge, Nat King Cole und viele andere Musiker. 1951/52 spielte er mit Benny Goodman. Er nahm im Lauf seiner Karriere Platten mit Lennie Tristano, Sonny Berman, Kenton, Marian McPartland, den Metronome All-Stars (1946–47), Ella Fitzgerald, June Christy, Sarah Vaughan, Johnny Smith, Tony Perkins und Kai Winding auf. Ab Ende der 1960er Jahre unterrichtete er auch in Meisterklassen und Workshops und spielte bis zuletzt weiter in verschiedenen Combos im Raum Los Angeles.
Safranski war als technisch hervorragender Solist und solider Begleiter einer der meistbeschäftigten Studiomusiker der 1950er Jahre. Von 1946 bis 1953 gewann er jedes Jahr den Down Beat Readers' Poll als Bassist.

## Diskographische Hinweise

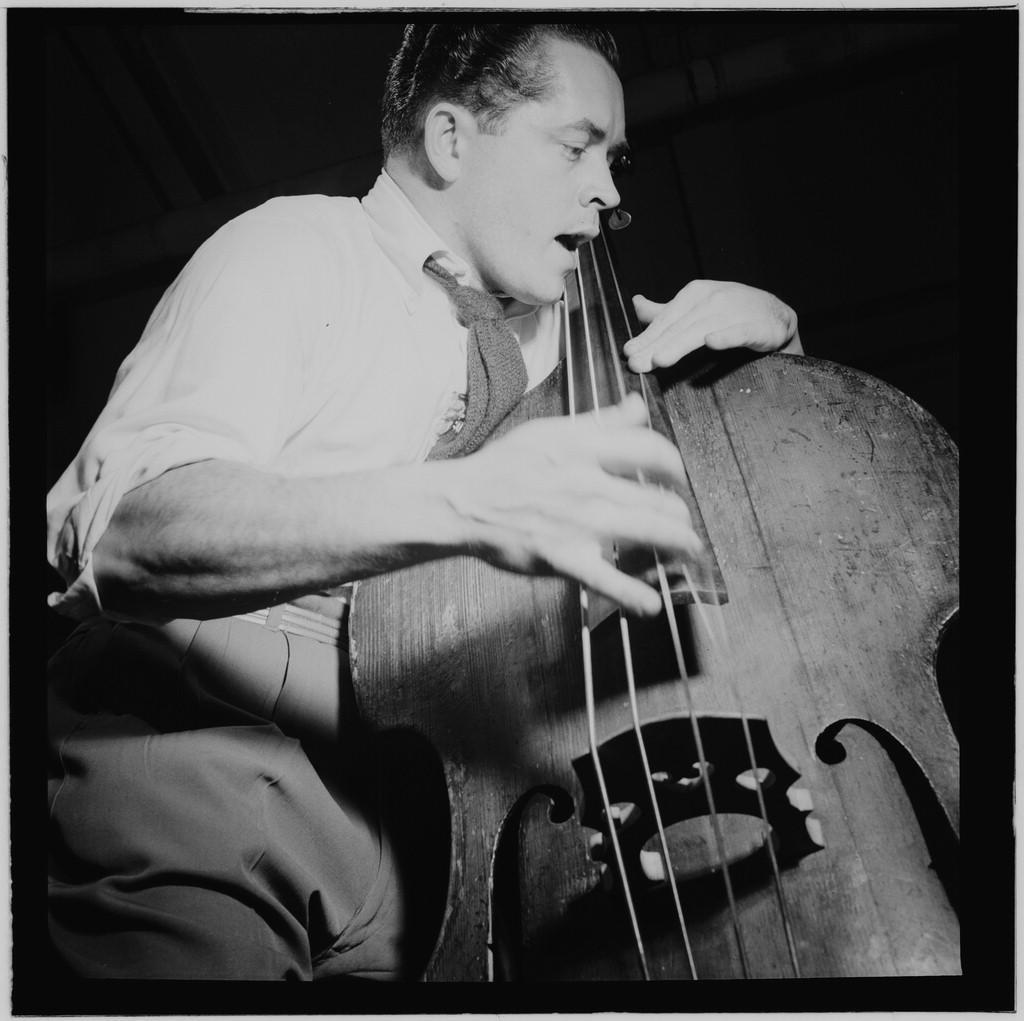
Eddie Safranski, ca. Januar 1947.
Fotografie von William P. Gottlieb.

- Mildred Bailey: The Blue Angel Years (Baldwin, 1944–49)
- Don Byas: 1945 (Classics)
- Roy Eldridge: 1945-1947 (Classics)
- Nat King Cole: Jazz Encounters (Capitol, 1947–50)
- Stan Getz: The Complete Roost Recordings (Roost, 1950–54)
- Dizzy Gillespie: The Complete RCA Victor Recordings (Bluebird, 1937–49)
- Stan Kenton: The Transsciption Performances (Hep, 1945–46)
- André Previn: Previn At Sunset (Black Lion, 1945–46)
- Sarah Vaughan: The Divine Sarah Vaughan – The Columbia Years 1949-1953 (Columbia)

## Anmerkung
1. ↑  Down Beat

| Personendaten    | Personendaten                 |
| ---------------- | ----------------------------- |
| NAME             | Safranski, Eddie              |
| ALTERNATIVNAMEN  | Safranski, Edward             |
| KURZBESCHREIBUNG | US-amerikanischer Jazzbassist |
| GEBURTSDATUM     | 25. Dezember 1918             |
| GEBURTSORT       | Pittsburgh                    |
| STERBEDATUM      | 10. Januar 1974               |
| STERBEORT        | Los Angeles                   |